# Głód w Bangladeszu (1974)
Głód w Bangladeszu (1974) – klęska głodu jaka nastąpiła w Bangladeszu w 1974 po powodzi monsunowej (sierpień–wrzesień 1974), a na skutek załamania importu, wyczerpania rezerw walutowych Bangladeszu, niedoskonałości systemu dystrybucji żywności i lokalnego spekulowania na jej cenie – czyli czynników niezwiązanych ze środowiskiem naturalnym. Według oficjalnych szacunków rządowych z głodu zmarło 27 000 ludzi. Szacunki nieoficjalne przypisują klęsce od 100 000, przez 450 000, do nawet 1 500 000 ofiar bezpośrednich i pośrednich.

## Przyczyny

### Bangladesz po wojnie
Bangladesz (dawny Pakistan Wschodni) od uzyskania niepodległości w 1971 nie był samowystarczalny pod względem żywności. Z powodu wojny domowej wielu rolników musiało opuścić swoje domostwa. Wojna naruszyła też wiele łańcuchów produkcji i dostaw. Sektor rolniczy nowego kraju (80% gospodarki) nie funkcjonował w pełni wydajnie. Od 1971 do 1973 sześć zbiorów ryżu nie było udanych. Z tego powodu kraj był silnie uzależniony od importu żywności. Każdy gwałtowny spadek importu mógł spowodować poważne problemy w zaopatrzeniu.
Zmianę sytuacji zwiastowały dobre zbiory z grudnia 1973. Rząd liczył się z tym, że na rynek nie trafi dużo więcej ryżu, ale miał nadzieję, że dobre zbiory pozwolą rolnikom odbudować zasoby ziarna i wkrótce ustabilizować produkcję. Z tego względu na sezon 1973/1974 Bangladesz nadal planował import na wysokim poziomie 2,2 miliona ton ziarna. Taka ilość zboża miała pozwolić na budowę rezerw przy nieznacznym zmniejszeniu racji.
Jednak z powodu światowego wzrostu cen żywności i ropy naftowej (kryzys naftowy rozpoczął się rok wcześniej) rząd nie mógł zrealizować planu importu. Bangladesz na import zbóż i paliwa wydał w latach 1973–1974 o 364 mln USD więcej niż w latach poprzednich. Ceny importu zbóż wzrosły o 47%, między sezonami 1973/1974 a 1974/1975. Problemy z importem żywności i uzyskaniem jej poprzez programy pomocowe od krajów rozwiniętych spowodowały gwałtowny spadek ilości nabywanej żywności od sierpnia 1973 do listopada 1974. Wzrost cen na wolnym rynku był też napędzany niedoskonałościami systemu racjonowania i dystrybucji żywności. W 1974 na wolnym rynku popyt przekraczał podaż nawet o 90 000 ton miesięcznie.
Zmiany cen importu w latach 1973–1976 w stosunku do cen z lat 1972/1973
| Produkt               | Zmiana w 1973/1974 | Zmiana w 1974/1975 | Zmiana w 1975/1976 |
| --------------------- | ------------------ | ------------------ | ------------------ |
| Ziarna zbóż           | +61%               | +107%              | +95%               |
| Oleje jadalne         | +46%               | +58%               | +41%               |
| Produkty ropopochodne | +116%              | +186%              | +146%              |
| Ropa naftowa          | +258%              | +404%              | +354%              |
| Bawełna surowa        | -24%               | +89%               | +39%               |
| Przędza bawełniana    | +79%               | +159%              | +224%              |
| Nawozy                | +62%               | +220%              | +61%               |
| Cement                | +105%              | +241%              | +109%              |
| Dobra inwestycyjne    | +15%               | +30%               | +43%               |
| Inne                  | +98%               | +132%              | +96%               |
| Średnia ważona        | +57%               | +115%              | +94%               |

### Załamanie importu
Jednak klęska głodu w 1974 nie została spowodowana brakiem żywności jako takim. Przeciwnie, na rynku było jej dostępne trochę więcej niż w innych latach (o 6% więcej niż w 1976 i od 4% do 7% więcej niż w latach 1971–1976). Głód zaczął się wcześniej niż ryż i inna żywność ze zniszczonych powodzią pól uprawnych trafiłaby na rynek.
Import zboża zmniejszył się po sierpniu 1973. W okresie od sierpnia do grudnia 1973 średni miesięczny import zmalał o 33% w stosunku do okresu sierpień 1972–sierpień 1973. Do systemu racjonowania trafiało o 30% mniej żywności. Do systemu MR – z którego korzystali przede wszystkim mieszkańcy wsi i mniejszych miast – o 40%. Styczeń 1974 przyniósł najgorszy wynik importu – jedynie 38 000 ton, wobec 232 000 ton średniego miesięcznego importu przed sierpniem 1973. Do systemu MR trafiało o dalsze 50% mniej żywności. Mimo że w kolejnych miesiącach import wzrastał, to do systemu racjonowania nie trafiało więcej żywności. Do ludności objętej systemem MR od stycznia 1974 do czerwca 1975 trafiało tylko 37% tego, co przed sierpniem 1973.
Widmo niedostępności żywności i gwałtowny wzrost popytu nad podażą zapoczątkował spiralę wzrostu cen i magazynowania żywności. Nie wszyscy sprzedawcy chcieli od razu wyprzedawać swoje zapasy, czekając na dalszy, korzystny dla nich wzrost cen. Trend spekulacyjny jest widoczny w statystykach ilości magazynowanego zboża. Po rozpoczęciu kryzysu importu magazyny raczej opróżniano. Jednak, gdy import odbił się, zarówno ludność, jak i sprzedawcy zaczęli gromadzić zapasy. Zaczęły one maleć dopiero po kolejnym załamaniu się importu we wrześniu 1974, tuż po powodzi jaka miała miejsce w lipcu i sierpniu. Dopiero wtedy rząd oficjalnie ogłosił stan klęski głodu.
Wskaźniki dostępności zbóż w Bangladeszu, sierpień 1972 – czerwiec 1975, w tysiącach ton, miesięcznie
| Okres                         | Import | Ilość w sys. racjonowania | Ilość w sys. MR | Ilość w sys. pomocowym | Ilość zmagazynowana | Cena ryżu (BDT/maund) |
| ----------------------------- | ------ | ------------------------- | --------------- | ---------------------- | ------------------- | --------------------- |
| sierpień 1972 – lipiec 1973   | 232    | 218                       | 133             | 17                     | 333                 | 79                    |
| sierpień 1973 – grudzień 1973 | 155    | 155                       | 79              | 6                      | 249                 | 91                    |
| styczeń 1974                  | 38     | 127                       | 43              | 3                      | 161                 | 92                    |
| luty 1974                     | 90     | 127                       | 45              | 3                      | 139                 | 79                    |
| marzec 1974                   | 99     | 131                       | 53              | 3                      | 163                 | 114                   |
| kwiecień 1974                 | 147    | 137                       | 48              | 3                      | 172                 | 137                   |
| maj 1974                      | 224    | 130                       | 56              | 2                      | 219                 | 139                   |
| czerwiec 1974                 | 135    | 162                       | 58              | 4                      | 184                 | 150                   |
| lipiec 1974                   | 291    | 152                       | 62              | 2                      | 320                 | 149                   |
| sierpień 1974                 | 225    | 182                       | 77              | 10                     | 347                 | 180                   |
| wrzesień 1974                 | 29     | 177                       | 67              | 18                     | 219                 | 212                   |
| październik 1974              | 76     | 151                       | 34              | 31                     | 137                 | 263                   |
| listopada 1974                | 190    | 148                       | 35              | 31                     | 130                 | 227                   |
| grudzień 1974                 | 149    | 109                       | 26              | 6                      | 181                 | 234                   |
| styczeń 1975                  | 195    | 143                       | 47              | 1                      | 319                 | 242                   |
| luty 1975                     | 77     | 127                       | 47              | 1                      | 224                 | 270                   |
| marzec 1975                   | 173    | 143                       | 47              | 1                      | 244                 | 264                   |
| kwiecień 1975                 | 177    | 129                       | 47              | 1                      | 282                 | 239                   |
| maj 1975                      | 297    | 122                       | 47              | 1                      | 438                 | 206                   |
| czerwiec 1975                 | 424    | 140                       | 47              | 1                      | 728                 | 204                   |

### Powódź
Powódź, najcięższa od kilku lat, spowodowała załamanie krajowej produkcji ryżu, którego zasiewy i plony zostały zniszczone. Ilość zebranego ziarna była najniższa od 20 lat. Mimo drastycznego ograniczenia uprawy juty na rzecz ryżu, o 176 000 akrów, powódź spowodowała, że nie było czym obsiać kolejnego zbioru i w grudniu 1974 zebrano o 700 000 ton mniej ryżu. Ponieważ kraj i tak był zależny od importu – zmniejszenie produkcji w kraju nie miało kluczowego znaczenia dla rozwoju sytuacji. Spowodowało jednak podtrzymanie spirali narastania cen i magazynowania żywności.
Głód powstał, gdyż wiele rodzin utrzymujących się z rolnictwa (40% nie miało własnej ziemi) nie mogło pozwolić sobie na jej zakup. Powódź zniszczyła bowiem pola uprawne i zabiła zwierzęta hodowlane, przez co pozbawieni zostali pracy i źródeł dochodów. Około 77% ludności znajdowała się na progu lub poniżej progu ubóstwa. Jednocześnie załamanie importu spowodowało odcięcie części ludności od państwowych dostaw. W efekcie ludność otrzymywała za mało żywności w ramach systemu dystrybucji i nie mogła jej też nabyć na wolnym rynku.
Aby przeciwdziałać sytuacji, rząd otworzył na obszarach powodziowych 5862 kuchni polowych (langarkhanas), które w szczycie klęski, październiku i listopadzie 1974, żywiły około 4,3 miliona ludzi. Żywność na ten cel zabrano z puli MR, co widoczne jest w statystykach jako najniższy poziom dostępnej żywności w tym systemie w 1974, i co również przyczyniło się do wzrostu ceny rynkowej zbóż.
Rząd próbował też skupować zboże od rolników. Skup trwał już od 1972. Jednak z powodu złych wcześniejszych zbiorów, rolnicy i kupcy raczej woleli odtwarzać swoje zapasy niż sprzedawać zboże rządowi po niezbyt atrakcyjnej cenie. Skup był też dobrowolny. Dopiero w obliczu kryzysu, w 1974, skup stał się obowiązkowy. Zakazano też przekazywania nadwyżek zbiorów między regionami, tak aby nadwyżki były objęte skupem w danym regionie. Skup prowadzony był jednak nieporadnie, częściowo w wyniku korupcji, i nie był efektywny. Z zaplanowanego celu 400 000 ton pozyskano jedynie 71 000 ton. Dodatkowo akcja podtrzymała strach, że w najbliższej przyszłości ziarna zabraknie, więc wzmocniła tendencję do jego magazynowania.
Rząd starał się też odwoływać do sumienia i solidarności handlowców i rolników oraz prowadził objazdową kampanię mającą ukrócić spekulację zbożem. Publiczne wystąpienia na ten temat miał nawet premier.

## Tło polityczne
Niektórzy politolodzy upatrują klęskę głodu jako efekt uboczny polityki zagranicznej Stanów Zjednoczonych, które używały pomocy żywnościowej jako narzędzia wywierania presji na kraje nierozwinięte, aby te postępowały w polityce zagranicznej zgodnie z oczekiwaniami USA.
W ramach planowania na lata 1973–1974 rząd Bangladeszu przewidywał brak 2,2 miliona ton ziarna. Na spotkaniu w Waszyngtonie 1 sierpnia 1973 Bangladesz zgłosił zapotrzebowanie na 300 000 ton zbóż z dostawą na listopad–grudzień tego samego roku. Sekretarz stanu William Rogers naciskał przy tym, aby Bangladesz wycofał się z procesu 195 Pakistańczyków oskarżonych o zbrodnie wojenne w czasie wojny o niepodległość.
30 sierpnia Bangladesz przypomniał w US Aid o swoim zapotrzebowaniu, zaznaczając, że rosnące ceny osłabiły jego siłę nabywczą, i prosi o jak najszybsze dostawy w ramach programu pomocowego 220 000 ton zbóż i 20 000 ton olejów jadalnych.
Bangladesz prosił równocześnie również inne kraje i organizacje o pomoc, m.in. Australię, Kanadę i Europejską Wspólnotę Gospodarczą. Ostatecznie ZSRR zdecydował się przekierować 200 000 ton zboża, które Związek zakupił w USA i Kanadzie za gotówkę. Bangladesz miał zwrócić zboże z obiecanych i opóźnionych dostaw pomocowych z USA. Dostawy z ZSRR docierały do kraju między lipcem a październikiem 1973. USA jednak nie zgodziły się na taką zamianę i opóźniały dostawy, więc Bangladesz musiał rozliczyć się z ZSRR w inny sposób.
9 stycznia 1974 ambasador Bangladeszu spotkał się w Waszyngtonie z zastępcą sekretarza stanu i przekazał mu, że jego kraj coraz pilniej potrzebuje 2,2 miliona ton zbóż i 128 000 ton olejów jadalnych. Zaznaczył, że rezerwy walutowe kraju są na wyczerpaniu i prosi o dostawy w ramach programów pomocowych.
Wobec braku reakcji ze strony USA Bangladesz szukał zbóż na wolnym rynku. Jednak światowe ceny zbóż również rosły (ze 115 USD w latach 1972/1973 do 199 USD w 1973/1974). W drugiej połowie 1974 rezerwy walutowe Bangladeszu spadły do 60 mln USD. Ponieważ suma zakontraktowanego do tego czasu importu była większa, Bangladesz był teoretycznie niewypłacalny. Między II kwartałem 1974 a I kwartałem 1975 Bangladesz pożyczył z MFW łącznie 103,8 mln USD. Latem 1974 dwóch dostawców zboża z USA odmówiło wcześniej zakontraktowanych dostaw z powodu obaw o wypłacalność kraju.
29 maja 1974 ambasador USA w Bangladeszu David Boster poprosił o pilne spotkanie z ministrem spraw zagranicznych Kamalem Hossainem. W tym czasie sytuacja żywnościowa kraju była zła, a w państwowych magazynach znajdowało się jedynie 56 000 ton zboża. Boster, powołując się na artykuł z lokalnej prasy, wypomniał rządowi, że bangladeski producent juty podpisał z Kubą kontrakt na dostawę 4 milionów worków jutowych. Miało to stać w sprzeczności z regulaminem programu pomocowego US PL 480, który zakazywał takich umów z Kubą i Wietnamem Północnym. W formalnej nocie ambasador oświadczył, że przed uruchomieniem programów pomocowych oczekuje się pisemnego lub chociaż ustnego zapewnienia ze strony władz Bangladeszu, że nie będzie prowadził eksportu do Kuby. Było to zaskoczeniem dla strony bangladeskiej, gdyż rozmowy z Kubą toczyły się od wielu miesięcy, podobnie jak rozmowy z USA na temat nowych dostaw w ramach programów pomocowych. Do tej pory USA nie zgłaszały żadnych zastrzeżeń. Wobec nieprzyjmowania argumentów Bangladeszu (transakcja jednorazowa; firma nie wiedziała o ograniczeniach programu PL 480; pilna potrzeba uzupełnienia rezerw walutowych; worki jutowe towarem niestrategicznym), 10 lipca 1974 rząd wydał oświadczenie zażądane przez Bostera. USA nie wznowiły rozmów o programach pomocowych, dopóki Bangladesz nie odebrał z powrotem z Kuby wykonanych dostaw worków, co nastąpiło dopiero w październiku 1974. Do 1975 Bangladesz prosił USA łącznie o 650 000 ton zboża.

## System racjonowania żywności
Od końca II wojny światowej w Bangladeszu obowiązywał państwowy system racjonowania i dystrybucji żywności.
Największy w nim priorytet otrzymała ludność z obszarów SR – statutory rationing (racjonowania regulaminowego). Obejmowała ona mieszkańców i pracowników największych ośrodków miejskich. W 1973 były to miasta: Dhaka, Narajangondźo, Ćottogram, Khulna, i Radźszahi. Łącznie około 4–5 milionów ludzi, tj. ok. 6% populacji kraju. Członek grupy SR na swoją kartkę żywnościową mógł w tygodniu zakupić określoną ilość ziarna i oleju po stałych cenach w wyznaczonych sklepach i punktach dystrybucji.
Grupami uprzywilejowanymi, ale poza obszarami SR, były siły zbrojne, policja, państwowe szpitale, więzienia i akademiki studenckie. Członkowie tych grup nie otrzymywali własnych kartek żywnościowych. Szefowie poszczególnych instytucji byli uprawnieni do składania miesięcznego zapotrzebowania w ministerstwie żywności.
Poza obszarami SR pełne racje przysługiwały wszystkim urzędnikom państwowym, pracownikom sektora budżetowego i nauczycielom.
Połowę racji na każdego pracownika mogli pobierać pracodawcy zatrudniający powyżej 50 pracowników.
Powyższe grupy miały zagwarantowane dostawy żywności, realizowane w pierwszej kolejności.
Pozostała ludność kraju i grupy społeczne należały do złożonego systemu MR – modified rationing, który nie zapewniał takich przywilejów. Obejmował on tereny poza terenami SR. Ludność każdej ze stref MR mogła należeć do jednej z 4 klas (od A do D), zależnie od wysokości płaconych lokalnie podatków. Taka klasyfikacja miała odzwierciedlać zamożność każdej z rodzin. Klasa A była to klasa osób najbiedniejszych – de facto nieopodatkowana.
Członkowi systemu MR przysługiwała połowa racji członka SR. Jednak dostawy dla systemu MR były realizowane „według dostępności”. W praktyce oznaczało to najpierw zaspokojenie potrzeb stref SR, a dopiero potem stref MR. W przypadku niedoborów racji z systemu państwowego, obywatele nie należący do systemu SR byli uzależnieni od wolnego rynku. Im większy był niedobór z dostaw państwowych, tym większy panował popyt na żywność na wolnym rynku.
Prócz systemu SR/MR zarządzanego przez ministerstwo żywności, żywność była dystrybuowana również przez ministerstwo pomocy. Zajmowało się ono rozparcelowaniem rezerw żywności w czasie klęsk żywiołowych. Ministerstwo prowadziło też program robót ziemnych „jedzenie za pracę”.
W opisanym powyżej systemie dystrybucji upatruje się jedną z przyczyn klęski głodu. W trakcie kryzysu ilość zboża w ramach całego systemu pozostawała względnie stała (współczynnik dostępności zboża w 1974 wynosił 15,9 uncji dziennie, wobec 14,9 uncji/dzień w 1971 i 1975). Rząd jednak najpierw starał się w pełni zaspokoić potrzeby grup uprzywilejowanych. Gdyby racje w systemie SR zredukować o 20% (1 racja w grupie SR była dwa razy większa od racji w systemie MR) w okresie od lipca do grudnia 1974, dałoby to łącznie 102 000 ton zboża do rozdysponowania w systemie MR, de facto podwajając ilość dostępnej w nim żywności.

## Skutki
W listopadzie 1974 rząd odwołał stan klęski głodu i zamknął kuchnie polowe. Według oficjalnych szacunków rządowych z głodu zmarło 27 000 ludzi. Szacunki nieoficjalne przypisują klęsce od 100 000, przez 300 000, do nawet 1 500 000 ofiar bezpośrednich i pośrednich. Jednym z najbardziej zalanych obszarów był Rangpur, szczególnie okręg Kurigam, i tam odnotowano większość, bo 25 tys. z 27 tys. oficjalnych ofiar klęski.
Dane zebrane przez Bangladesh Institute of Development Studies wskazują, że ofiarami głodu najczęściej padali bezrolni chłopi i robotnicy rolni (mieszkańcy największych miast objęci byli systemem SR). Członkowie gospodarstw domowych mających mniej niż pół akra ziemi stanowili 3/4 „klientów” kuchni polowych, stanowiąc jedynie 1/3 mieszkańców terenów rolniczych. Tymczasem właściciele pól powyżej 2,5 akra (17% gospodarstw rolnych) stanowili jedynie 1,3% użytkowników kuchni langarkhanas.
Na obszarach dotkniętych klęską, znacznie spadła liczba urodzeń (o 34% w regionie Matlab) i wzrosła śmiertelność noworodków (o 33%).